# Geografia Serbii

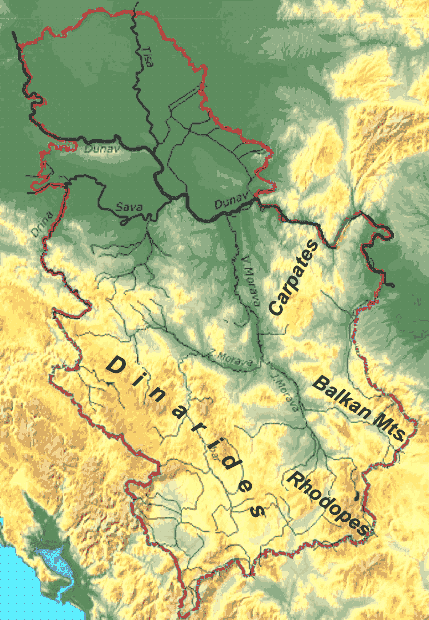
Mapa hipsometryczna Serbii

Serbia jest państwem leżącym w południowo-wschodniej Europie, na Półwyspie Bałkańskim. Nie posiada dostępu do morza. Kraj cechuje się wyżynnym i górzystym krajobrazem na południu i nizinnym na północy, gdzie panuje klimat umiarkowany ciepły. Serbia jest jednym z państw powstałych w wyniku rozpadu byłej Jugosławii.

## Powierzchnia i granice
- Powierzchnia całkowita – 88 361 km²

Skrajne punkty: północny 46°10′N, południowy 41°50′N, zachodni 19°10′E, wschodni 23°00′E. Rozciągłość południkowa wynosi 480 km, rozciągłość równoleżnikowa 310 km.

## Budowa geologiczna i rzeźba

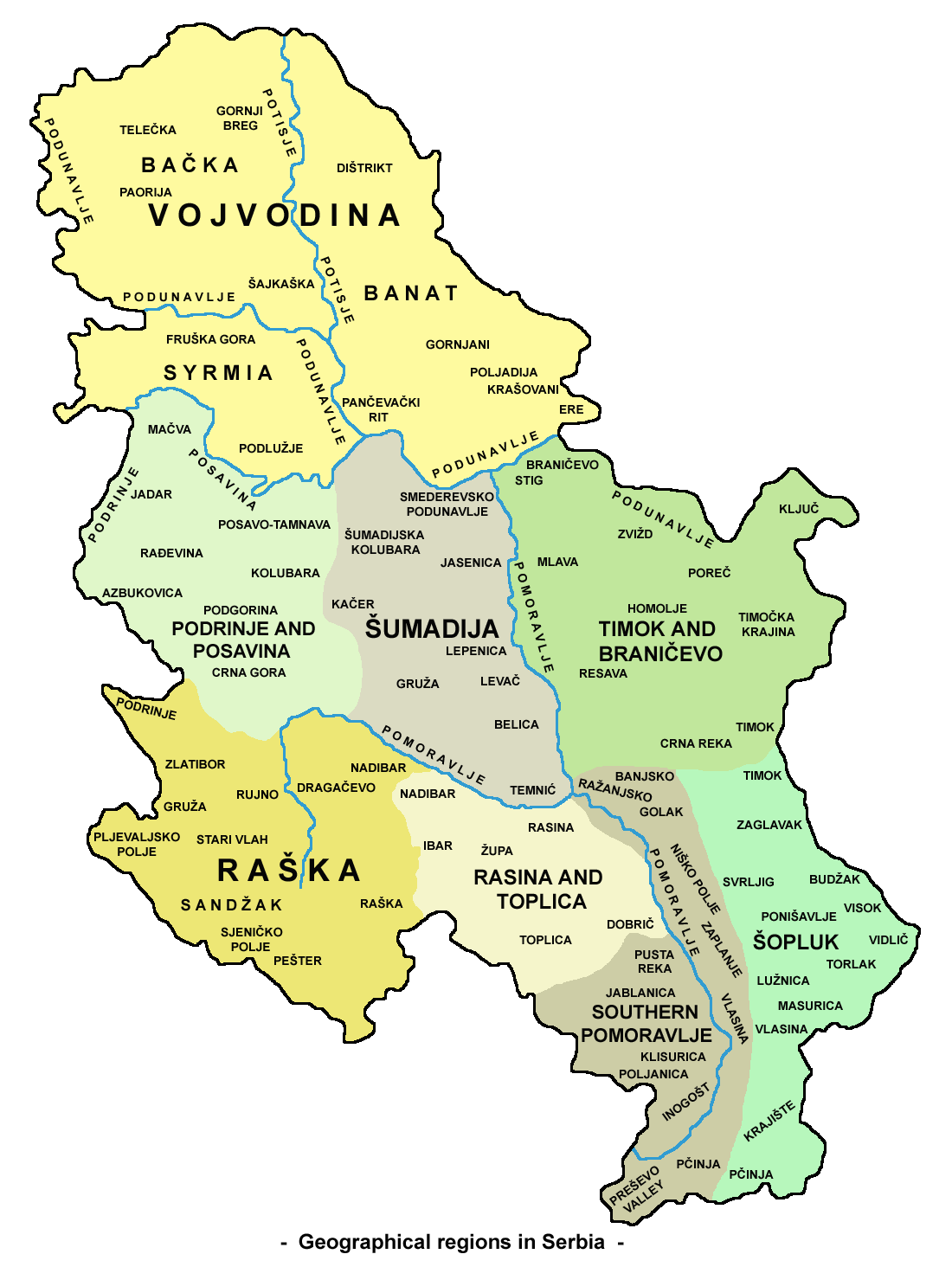
Mapa regionów geograficznych Serbii

Kraj podzielony jest na dwa obszary krajobrazowe nizinną północ, gdzie udział terenów nizinnych stanowi niecałe 30% i wyżynno-górzyste południe wraz z centrum kraju. Jeśli weźmie się pod uwagę terytorium Kosowa, w Serbii udział terenów wysoko położonych, czyli gór i wyżyn wynosi nieco ponad 70% powierzchni kraju.
Cały system gór Serbii wchodzi w skład Bałkanów, które pod względem geologicznym są południowym przedłużeniem Karpat.
Trzon Serbii stanowią ciągnące się mniej więcej z południa na północ Góry Dynarskie, których wschodnią granicę wyznacza Morawa Południowa. Rzeka ta oddziela Góry Dynarskie od Gór Wschodnioserbskich. Góry Dynarskie zbudowane są przeważnie z dolomitów i wapieni z udziałem skał wulkanicznych. Na południowym zachodzie leżą góry Prokletije i Szar Płanina o maksymalnej wysokości 2656 m n.p.m. (Djeravica w górach Prokletije).
Góry Wschodnioserbskie, nazywane też Rudawami Wschodnioserbskimi, są górotworem niższym niż obszary leżące na zachodzie. Rtanj jest najwyższym szczytem tych gór i wznosi się na 1560 m n.p.m. Najwyższy punkt Serbii to Midżur w paśmie górskim Stara Płanina na granicy z Bułgarią (2169 m n.p.m.), a jeśli wziąć pod uwagę Kosowo, to najwyższym szczytem Serbii jest Đeravica (2656 m n.p.m.).
Północna część kraju jest nizinna i tworzy zapadlisko tektoniczne, którego całość nazywa się Wielką Niziną Węgierską, otoczoną zewsząd górami. Obszar jest urodzajną i rozległą równiną (część Niziny Środkowodunajskiej) z niewysokimi górami Fruška Gora. Nizina ta nazywa też Nizina Panońską jest wypełniona pochodzącymi z mezozoiku osadami jeziornymi i rzecznymi której przeciętna wysokość wynosi od 100 do 300 m n.p.m.

## Klimat
Serbia leży na granicy dwóch stref klimatycznych, umiarkowanej ciepłej na północy i podzwrotnikowej na południu. Cały obszar Serbii znajduje się pod wpływem kontynentalnych mas powietrza. Oznacza to występowanie dość chłodnych, a nawet mroźnych zim i ciepłych, a czasami gorących i także suchych lat.
Temperatura zimą wynosi od −1 °C do +3 °C, gdzie do częstych zjawisk należą mrozy. Latem jest gorąco i średnie wartości wynoszą od 23 °C do 28 °C. W górach występuje piętrowość klimatyczna, w wyższych partiach Gór Dynarskich ujemne temperatury mogą utrzymywać się nawet do maja. Kraj cechuje dość duże dobowe wahania temperatur co wiąże się z kontynentalizmem.
Obszary na nizinach otrzymują średnie ilości opadów rzędu 600–700 mm, zaś w górach opady są wyższe i średnie roczne wartości wynoszą 1000 mm. Zimą często pada śnieg, który w górach utrzymuje się dość długo, nawet do końca kwietnia. Wiosną, latem i jesienią pada deszcz, przy czym na terenach nisko położonych latem deszcze są znikome, często występują kilkutygodniowe susze.

## Wody
Większość kraju należy do zlewiska Morza Czarnego, a jedynie niewielka część do Morza Adriatyckiego. Sieć rzeczna kraju jest dobrze rozwinięta, w kraju płynie kilka dużych zasobnych w wodę rzek i dziesiątki mniejszych rzek górskich i śródgórskich. Największa rzeką jest Dunaj, którego jedynie niewielki odcinek przepływa na północy kraju. Do Dunaju uchodzi inna ważna rzeka jaką jest Sawa. Ważnym dopływem Sawy jest Drina. Te trzy rzeki są ciekami, których odcinki znajdują się w granicach Serbii. Jedyną rzeka w całości płynąca na terenie Serbii jest Wielka Morawa, której łączna długość od źródeł Zachodniej Morawy wynosi 493 km. Wszystkie te rzeki na większości swych odcinków są żeglowne, a to oznacza możliwość używania transportu wodne i możliwość dopłynięcia do Morza Czarnego. Na terenie Serbii znajduje się niewielka ilość małych jezior naturalnych, o powierzchni nie przekraczających 6 km²; są to głównie jeziora krasowe lub polodowcowe. Na północy w wielu miejscach spotkać można obszary bagien i terenów podmokłych, często występujących w sąsiedztwie rzek.

## Gleby

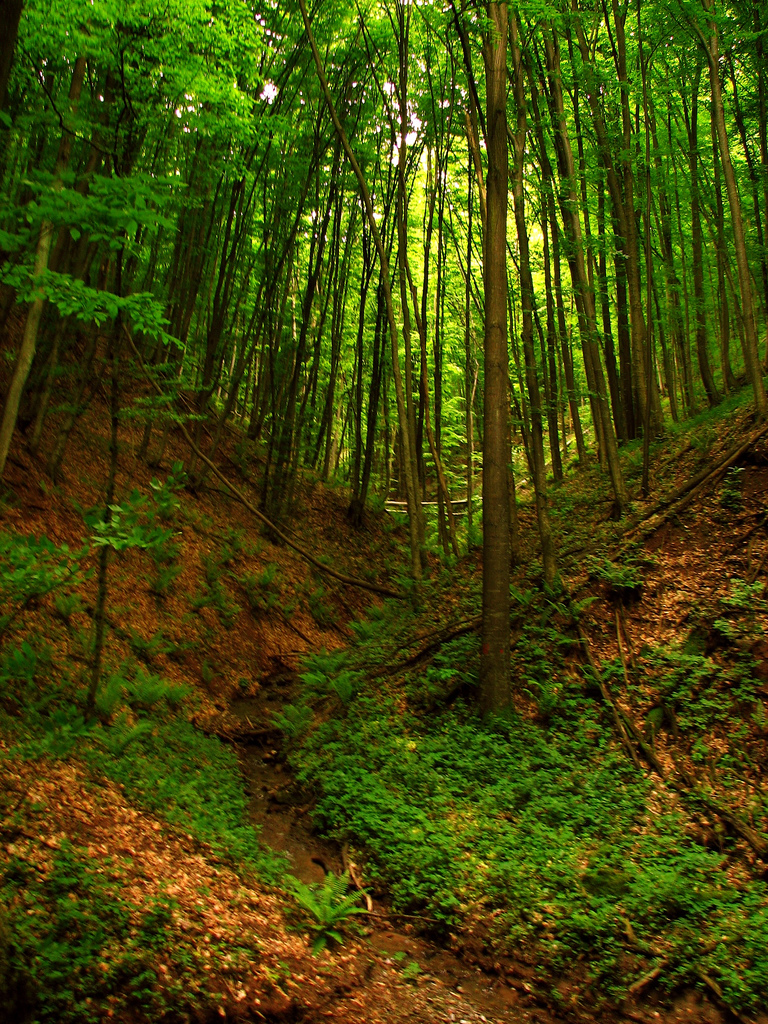
Las serbski

Serbia posiada żyzne pokrywy glebowe. Cały jej północnych obszar, gdzie występują niziny jest pokryty żyznymi czarnoziemami, oraz czarnymi i brunatnymi glebami bagiennymi występującymi na terenach podmokłych. W środkowej części kraju, gdzie obszar nie jest jeszcze wysoko położony występują także czarne gleby, a poza nimi gleby bielicowe. Na południu kraju występują gleby górskie, gdzie tereny Gór Dynarskich, występuje terra rossa, pokrywająca wapienne podłoże.

## Flora
Serbia, jak i cały obszar byłej Jugosławii leży w europejskiej strefie lasów mieszanych. Lasy zajmują 27% powierzchni kraju, lecz występują w niewielkich kompleksach skupiając się głównie na południu kraju w rejonach gór i wyżyn. Północne nizinne regiony kraju są bardzo słabo zalesione, znaczny udział ma tutaj rolnictwo (łąki i pola uprawne). Na terenach nisko położonych w znacznym stopniu występują lasy liściaste, gdzie rosną buki, dęby, klony i wiązy. Wyżej występują lasy mieszane dęby i buki w mozaice ze świerkami. Wyżej w górach zgodnie piętrowością roślinną ekosystem leśny przechodzi w lasy iglaste, gdzie rosną jodły i świerki. Wysoko górach występują łąki górskie i charakterystyczna dla gór Europy kosodrzewina.

## Fauna
Fauna Serbii jest dość bogata pod względem gatunkowym. Świat zwierząt jest typowy dla obszarów europejskich lasów mieszanych. W lasach żyją jelenie, wilki oraz lisy i wiele innych gatunków jakie można spotkać w lasach Europy. Wyżej w lasach górskich występują niedźwiedzie i rysie oraz żbiki. Do dużych ssaków gór należy rzadko występujący muflon. Wysoko w górach żyją kozice. Serbia, jak i cały region Bałkanów obfituje w gady, gdzie powszechnym gatunkiem są żmije zygzakowate, żmije nosorogie, gniewosze, a także w południowo-zachodniej części kraju żółw grecki. Z płazów charakterystyczna jest salamandra. Z ptaków powszechne są bażanty, żurawie, gęsi i kaczki.
W kraju istnieje 5 parków narodowych (w tym jeden na terenie Kosowa), największy – Đerdap (Djerdap) (64 tys. ha) w dolinie Dunaju.